# Czesław Niewiadomski (urzędnik)
Czesław Niewiadomski (ur. ok. 1850, zm. prawdopodobnie po 1911) – cesarsko-królewski (austriacki) urzędnik polskiej narodowości, działacz społeczny i oświatowy. Doktor prawa (w 1875), radca Namiestnictwa.

## Życiorys
W 1863 zapisał się, w 1867 ukończył Gimnazjum św. Anny w Krakowie (wtedy złożyli egzamin dojrzałości m.in. Stanisław Badeni, Julian Bielański, Michał Bobrzyński, Józef Homolacz, Władysław Hrebenda, Leon Kulczyński, Maurycy Maciszewski, Władysław Münnich, Henryk Tomkowicz, Antoni Wodzicki). Studiował na Uniwersytecie Lwowskim, w roku akademickim 1870–1871 był prezesem studenckiej organizacji samopomocowej Bratnia Pomoc.
Pracował jako prowizoryczny adjunkt konceptowy w 1873, koncepista Namiestnictwa przy starostwach powiatowych w Żydaczowie w 1874, Gródku w latach 1875, 1876, 1877, 1878. W 1874 był zastępcą prezydującego c.k. powiatowej komisji szacunkowej w Żydaczowie.
Od 4 po 10 grudnia 1877 został mianowany prowizorycznym komisarzem powiatowym. Sekretarz Namiestnictwa w 1890,  komisarz rządowy powiecie kamioneckim (m.in w latach 1879, 1880, 1881, 1882, 1884), w powiecie brodzkim (m.in. w latach 1885, 1886, 1887, 1888, 1889). W 1897, 1898, 1899, 1900 – starosta powiatowy buczacki, w tych latach był przewodniczącym Rady szkolnej okręgowej w Buczaczu. W 1897 – honorowy obywatel Jaworowa, w 1901 – radca namiestnictwa, starosta powiatowy stryjski, honorowy obywatel Buczacza (2 sierpnia 1898). W 1905, 1907, 1908, 1910, 1911 – sekretarz Wydziału Rady powiatowej w Horodence. Był prezesem Koła T. S. L. w Horodence aż do przeprowadzki na stały pobyt do Lwowa na początku grudnia 1910(z okazji przenosin odbyło się kilka walnych zgromadzeń tych towarzystw, których on był prezesem). 
W 1899 w celach leczniczych i wypoczynkowych jeździł do Karlsbadu. 8 września 1901 uczestniczył w poświęceniu kościoła w Korościatynie (konsekrowany przez arcybiskupa Józefa Webera). W 1904 uczestniczył w konkursie na stanowisko dyrektora magistratu w Krakowie (wraz z naczelnikiem powiatowym w Dolnej Tuzli Franciszkiem Klemensem Jakubowskim).